# Konklave 1769
Das Konklave von 1769 trat nach dem Tod von Papst Clemens XIII. († 2. Februar 1769) zusammen und tagte vom 15. Februar 1769 bis zum 15. Mai 1769. Es dauerte 93 Tage und wählte Clemens XIV. zum Papst.

## Kardinalskollegium

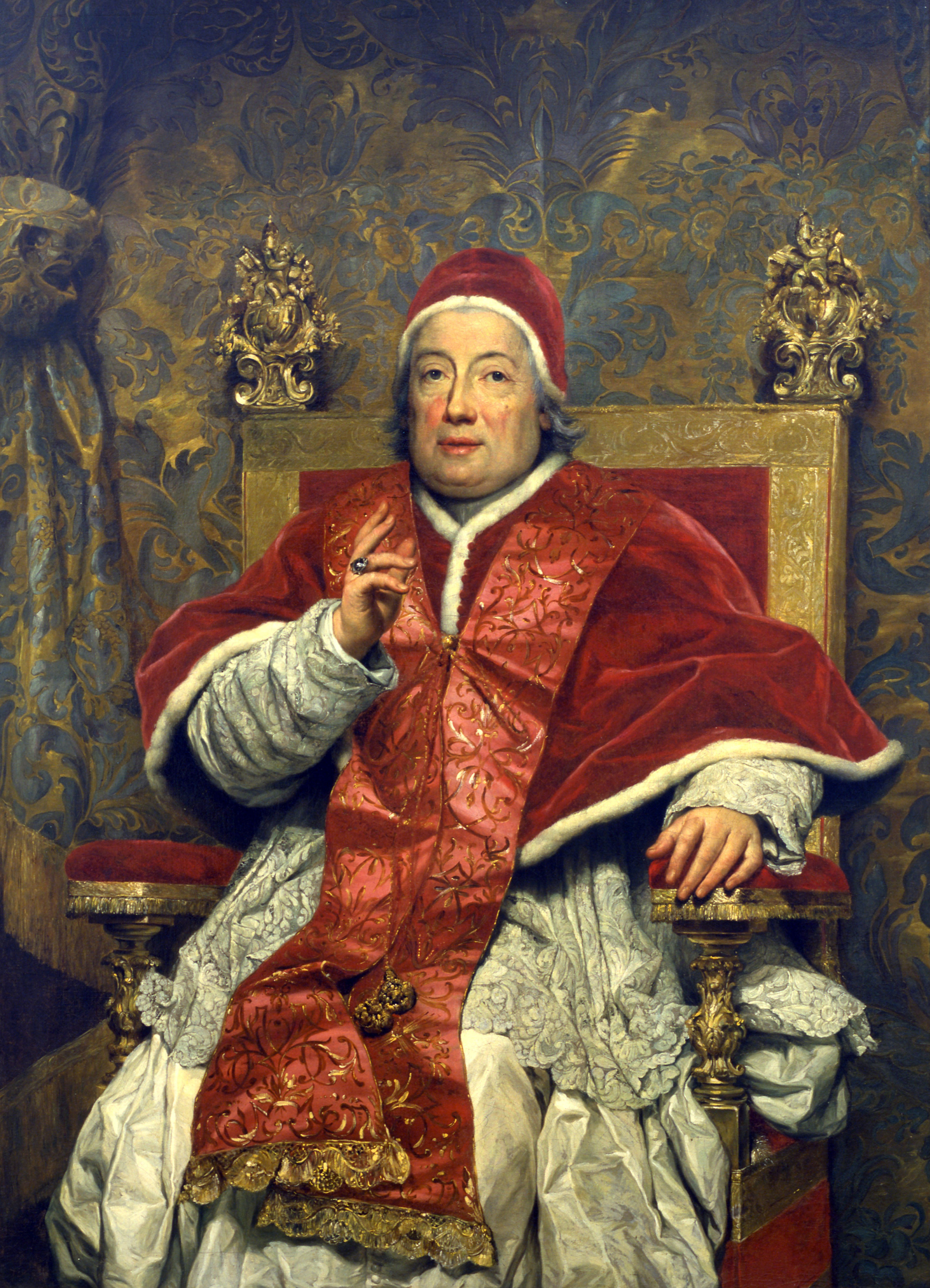
Papst Clemens XIII.

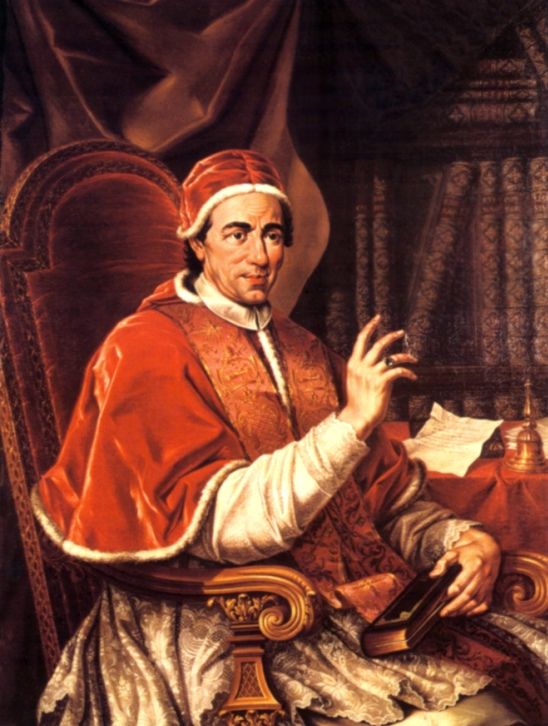
Papst Clemens XIV.

Als Papst Clemens XIII. starb, zählte das Kardinalskollegium 57 Kardinäle.

### Teilnehmer
Die 46 am Konklave teilnehmenden Kardinäle waren:
- Carlo Alberto Guidobono Cavalchini, Kardinalbischof von Ostia und Velletri, Dekan des Kardinalskollegiums
- Federico Marcello Lante, Bischof von Porto e Santa Rufina, Subdekan des Kardinalskollegiums
- Giovanni Francesco Albani, Bischof von Sabina
- Henry Benedict Mary Clement Stuart of York, Bischof von Frascati, Vizekanzler der Heiligen Römischen Kirche
- Fabrizio Serbelloni, Bischof von Albano
- Giovanni Francesco Stoppani, Bischof von Palestrina
- Giuseppe Pozzobonelli, Erzbischof von Mailand
- Carlo Vittorio Amedeo delle Lanze
- Vincenzo Malvezzi Bonfioli, Erzbischof von Bologna
- Antonino Sersale, Erzbischof von Neapel
- Francisco de Solís Folch de Cardona, Erzbischof von Sevilla
- Paul d’Albert de Luynes, Erzbischof von Sens
- Carlo Rezzonico der Jüngere, Camerlengo der Heiligen Römischen Kirche
- Antonio Marino Priuli, Bischof von Vicenza
- François-Joachim de Pierre de Bernis, Erzbischof von Albi
- Ferdinando Maria de Rossi, Präfekt der Kongregation für das Tridentinische Konzil
- Girolamo Spinola, Päpstlicher Legat in Ferrara
- Giuseppe Maria Castelli, Präfekt der Kongregation Propaganda Fide
- Gaetano Fantuzzi
- Pietro Girolamo Guglielmi
- Pietro Paolo Conti
- Lorenzo Ganganelli, OFMConv (als Clemens XIV. zum Papst gewählt)
- Marcantonio Colonna der Jüngere, Generalvikar für die Stadt Rom und ihre Bezirke
- Buenaventura de Córdoba Espínola de la Cerda, Patriarch von Westindien
- Giovanni Molin, Bischof von Brescia
- Simone Buonaccorsi
- Giovanni Ottavio Bufalini, Erzbischof, Bischof in Ancona
- Giovanni Carlo Boschi
- Ludovico Calini
- Antonio Branciforte Colonna, Präsident von Urbino
- Lazzaro Opizio Pallavicini, Päpstlicher Legat in Bologna
- Vitaliano Borromeo, Päpstlicher Legat in Romandiola
- Pietro Colonna Pamphili
- Urbano Paracciani Rutili, Erzbischof von Fermo
- Filippo Maria Pirelli
- Alessandro Albani, O.S.Io.Hieros., Bibliothekar der Heiligen Römischen Kirche
- Neri Maria Corsini, Erzpriester der Lateranbasilika und Sekretär der Römischen Inquisition
- Domenico Orsini d’Aragona
- Flavio Chigi der Jüngere, Präfekt der Ritenkongregation
- Luigi Maria Torregiani, Kardinalstaatssekretär
- Giovanni Costanzo Caracciolo
- Niccolò Perelli
- Andrea Corsini
- Andrea Negroni
- Saverio Canali
- Benedetto Veterani

### Nicht am Konklave teilnehmende Kardinäle
Nicht am Konklave teilnehmen konnten die folgenden Kardinäle:
- Giacomo Oddi, Erzbischof ad personam, Bischof von Viterbo und Toscanella
- Carlo Francesco Durini, Titularerzbischof von Amasea, Bischof von Pavia
- Luis Antonio Fernández de Córdoba, Erzbischof von Toledo
- Étienne-René Potier de Gesvres, Bischof von Beauvais
- Franz Konrad Kasimir Ignaz von Rodt, Bischof von Konstanz
- Francisco de Saldanha da Gama, Patriarch von Lissabon
- Christoph Anton von Migazzi, Erzbischof von Wien
- Antoine Clairiard de Choiseul de Beaupré, Erzbischof von Besançon
- Jean-François-Joseph Rochechouart de Faudoas, Bischof von Laon
- Franz Christoph von Hutten zum Stolzenberg, Bischof von Speyer
- Louis César Constantin de Rohan-Guéméné, Bischof von Straßburg

## Konklave
Noch vor Beginn des Konklaves wollten die in einer ersten Kongregation versammelten italienischen Kardinäle Flavio Chigi durch Akklamation zum Papst wählen, was jedoch durch das Einschreiten des französischen Botschafters verhindert wurde.
Als das Konklave am 15. Februar 1769 zusammentrat, zählte es 46 Teilnehmer. Elf Kardinäle blieben der Wahl fern. Der Tagungsort des Konklaves war der Vatikan.
Das drei Monate dauernde Konklave war von der Jesuitenfrage und dem Druck, den die bourbonischen Staaten Portugal, Spanien und Frankreich auf das Kardinalskollegium ausübten, überschattet. Es standen sich zwei Parteien gegenüber: Kardinäle, die den bourbonischen Kronen nahestanden und Gegner der Jesuiten waren, und die Gruppe der Zelanti, Freunde des Ordens.
Gegen die Wahl von Simone Buonaccorsi legte der französische König Ludwig XV. sein Veto ein.
Am 20. März 1769 durfte Kaiser Joseph II. das Konklave besichtigen und Einblick in die Zellen der Kardinäle nehmen, über deren schöne Ausstattung er sich bewundernd äußerte.
Nach dem 185. Wahlgang einigten sich die Kardinäle auf Ganganelli, der am 19. Mai 1769 zum Papst gewählt wurde und im Gedenken an seinen Vorgänger den Namen Clemens annahm.